# Muchannath
Muchannath (arabisch مُخَنَّث, DMG Muḫanaṯ ‚Effeminierte‘, pl. مُخَنَّثون Muḫanaṯūn) ist ein historischer Begriff aus der vor- und frühislamischen Zeit, der für biologisch männliche Personen benutzt wurde, die auch männlich sozialisiert waren, aber ein weibliches Auftreten hatten. Der Begriff geht auf die arabische Wurzel ḫ - n - ṯ  zurück, die Hermaphrodit bedeutet und auf soziale wie physische Merkmale beider Geschlechter verweist. Er ist jedoch nicht mit einem modernen Verständnis von Transsexualität gleichzusetzen. Der Begriff zeigt, wie die muslimische Gesellschaft und deren Rechtsgelehrte versuchten, Menschen, die nicht in das binäre Geschlechtssystem passen, begrifflich einzuordnen.
Muchannathūn waren während der ersten (vier) Kalifen und der ersten Hälfte der Umayyaden-Ära meist in Musik und Unterhaltung tätig. Dabei handelte es sich um einen Bereich, der zu dieser Zeit exklusiv den Frauen zugesprochen wurde. Zu ihrer Existenz lassen sich einige Stellen in Hadithen und in Anekdoten finden. Im Koran selbst findet sich keine direkte Erwähnung.  Muchannathūn  bewegten sich zwischen den etablierten Geschlechterrollen und trugen dazu bei, vorislamische Werte beizubehalten und trotzdem die strikte Geschlechtertrennung zu umgehen. Später wurde der Begriff jedoch oft mit Homosexualität gleichgesetzt, wobei er vor allem mit dem passiven Part bei homosexuellen Sexualpraktiken assoziiert wird.

## Etymologie
Laut E. W. Lane’s arabischem Lexikon stammt das Wort Muchannath von der arabischen Wurzel ch-n-th, was „die Öffnung eines Wasserbeutels zum Trinken zurückklappen“ bedeutet. Abu Ubaid al-Qasim bin Salam interpretiert diese Bedeutung als Hinweis auf Eigenschaften wie Zärtlichkeit, Trägheit und Geschmeidigkeit.
Verschiedene Übersetzer haben den Begriff Muchannath unterschiedlich wiedergegeben, etwa als Hermaphrodit, Eunuch oder effeminiert. Der Ausdruck Hermaphrodit konnte dabei auch Eunuchen umfassen, da dieser Begriff sowohl das Fehlen männlicher Genitalien durch Geburt als auch durch Kastration implizierte. Dennoch gab es im Arabischen spezifischere Begriffe für Eunuchen, weshalb ch-n-th vermutlich stärker die genderbezogene Performance und weniger die körperlichen Merkmale betonte. Lisa Nielson betont hier, dass nicht alle Muchannathūn  intersexuelle Personen, Eunuchen oder Männer mit gleichgeschlechtlichen Präferenzen waren. Sie erklärt weiter, dass der Begriff ursprünglich eher im Sinne des griechischen Verständnisses von Hermaphroditen verwendet wurde. Dieses impliziert nicht nur physische Geschlechtsmerkmale, sondern bezieht sich auf ein Individuum, das sowohl physische als auch soziale Eigenschaften beider Geschlechter vereint. Spätere Lexikografen, wie Murtada al-Zabidi, definieren eine Muchannath als einen Mann, der Eigenschaften zeigt, die Frauen ähneln, oder Frauen in der Geschmeidigkeit ihrer Glieder und der Sanftheit ihrer Stimme nachahmt.
Al-Buchārī´s Sahī, wie es von Ibn Hadschar al-ʿAsqalānī und Badr al-Din al-Ayni kommentiert wird, beschreibt  Muchannathūn  als Männer, die öffentlich weibliche Verzierungen übernehmen, beispielsweise Henna, Kleidung oder Schmuck. ʿAbd al-Malik ibn Habīb definiert eine Muchannath als einen effeminierten Mann, selbst wenn ihm keine unmoralischen Handlungen nachgewiesen werden. Die Ableitung des Begriffs basiert dabei auf der Vorstellung von „Trägheit im Gang“ und anderen Verhaltensweisen.
Spätere Kommentatoren wie Hamīd ad-Dīn al-Kirmānī erweitern diese Definition und beschreiben Muchannathūn als Männer, die Frauen in ihrer Sprache und ihren Handlungen imitieren. Dabei wird zwischen angeborener und affektierter Effeminiertheit unterschieden. Al-Ayni beschreibt Muchannathūn als Männer, die Frauen in ihrer Kleidung, ihrem Schmuck und ihrem Verhalten nachahmen, z. B. in ihrer Körperhaltung oder in der femininen Art des Sprechens und Gehens. Sowohl Al-Ayni als auch Ibn Hadschar wiederholen Al-Kirmānī´s Unterscheidung zwischen unfreiwilliger und freiwilliger Effeminiertheit. Dabei weist Rowson ausdrücklich darauf hin, dass der Begriff nicht auf Transvestismus hindeutet und fasst die generelle Bedeutung als „Effeminiertheit“ zusammen.

## Gendertheoretische Einordnung
Nach den heutigen Belegen hatten die Korankommentatoren in der Entstehungszeit und im frühen Mittelalter kein einheitliches Geschlechtersystem als Bezugsrahmen zur Verfügung. Stattdessen stützen sie sich auf verschiedene selektive Quellen über eine Reihe von Vorstellungen über das Geschlecht. Dies führte zwar zu einigen Überschneidungen, passte jedoch nicht immer zusammen, weshalb es zu Ungereimtheiten und Widersprüchen innerhalb ihrer Interpretationen kam.
In der frühmittelalterlichen islamischen Welt wurden Geschlecht und Sexualität auf komplexe Weise verstanden, wobei Geschlechterrollen zwar mit biologischen Geschlechtsmerkmalen verbunden waren, sich jedoch in vielen Aspekten – wie Alter, Beruf, Kleidung, Gestik und beispielsweise der Haartracht –  unterscheiden konnten. Die sexuelle Orientierung oder Präferenz hing weniger davon ab, mit wem jemand Geschlechtsverkehr hatte, sondern vielmehr von der Rolle, die eine Person dabei einnahm. Männer, die in der sexuellen Interaktion eine dominante Rolle spielten, wurden im normativen Spektrum der Männlichkeit verortet. Umgekehrt galten Männer, die sich lieber penetrieren ließen als weiblich. Berufe wie der des Musikers oder Performers wurden ebenfalls in einem feminisierenden Kontext betrachtet, da solche Tätigkeiten als weiblich konnotiert waren. Auf diese Weise formten sowohl berufliche als auch sexuelle Verhaltensweisen die Wahrnehmung von Geschlecht und Männlichkeit in dieser Zeit.
Der Begriff Muchannath hatte keine direkte Entsprechung im zeitgenössischen nordamerikanischen oder britischen Englisch, da in diesen Kulturen das Geschlecht in der Regel binär betrachtet wird, d. h. Individuen werden entweder als männlich oder weiblich gesehen. Diese binäre Vorstellung lässt wenig Raum für diejenigen, die sich nicht strikt als männlich oder weiblich identifizieren.
Obwohl der Begriff Muchannath manchmal als Effeminierte oder Transvestit übersetzt wird, bedeutet dies jedoch nicht, dass es eine Zugehörigkeit zu einer Gruppe gab, die weder als männlich noch weiblich anerkannt ist und eine bestimmte soziale Rolle hat. Dies verdeutlicht, dass unsere kulturellen und historischen Perspektiven häufig davon ausgehen, dass Geschlecht streng binär ist und dabei Identitäten übersehen werden, wie etwa das Konzept des Genderqueer.
Im Kontext der iranischen Kultur des 19. Jahrhunderts zeigt Afanesh Najmabadi (iranische Historikerin) wie der Begriff Muchannath für erwachsene Männer verwendet wurde, die andere erwachsene Männer anziehen wollten, indem sie sich als jugendlich und bartlos präsentierten. Darüber hinaus zeigt Samar Habibs Analyse von Al-Raghib al-Asfahanis Darstellung von Muchannathūn, dass der Begriff verschiedene sexuelle und geschlechtliche Identitäten umfasste. Dabei kann es sich um eben die der effeminierten Männer handeln oder Personen mit unterschiedlichen Orientierungen innerhalb des Spektrums sexueller und geschlechtlicher Ausdrücke.
In der arabischen Sprache war die transgressive Verwendung von Geschlechtspronomen ein charakteristisches Merkmal der Muchnanathūn-Gemeinschaft. Sie verwendeten untereinander weibliche Pronomen, wenn sie miteinander sprachen.
Rowson zeigt ein arabisches Zitat auf, dass die einzige Quelle in vor-abbasidischer Zeit seiner Recherche darstellte, die feminine Pronomen benutze, obwohl es später anscheinend eher zum gewöhnlichen Gebrauch zwischen Muchannathūn wurde.

## Muchannathūn in Musik und Unterhaltungskunst
Bis zum späten 7. Jahrhundert war es freien arabischen Männern gesellschaftlich untersagt, den Beruf des Musikers auszuüben, da dieser als unmännlich und schändlich galt. Das bedeutete jedoch nicht, dass Männer nicht sangen oder auftraten; sie taten dies meist unter bestimmten Bedingungen, wie bei Feiern oder in Gesellschaft anderer Männer. Dieses Verbot hatte bereits eine lange Geschichte, deren genaue Ursprünge unklar sind, aber vermutlich auf eine Kombination von Faktoren zurückzuführen war, darunter der historischen Assoziationen von Musik mit Sklavinnen, kulturellen Normen der vorislamischen nomadischen Araber und die Existenz von Personen, die nicht den traditionellen Geschlechterrollen entsprachen.
Trotz der sozialen Einschränkungen verdienten einige Männer ihren Lebensunterhalt als Musiker und Entertainer. Diese Männer wurden als Muchannathūn bezeichnet, eine abwertende Bezeichnung, die sich sowohl aus ihrer Berufswahl als auch aus ihrem Verhalten ergab, das Merkmale beider Geschlechter aufwies.
Sie standen eigentlich am Rande der Gesellschaft, hatten somit aber auch die Möglichkeiten, bestimmte Funktionen – hier als Musikschaffende – auszuüben, die anderen Mitgliedern der etablierten Gesellschaft nicht gestattet waren. Es bot ihnen soziale Mobilität und Durchlässigkeit sowie materielle Entlohnung, auch wenn es ihnen an sozialem Ansehen mangelte. So zeigen auch frühe Studien zur arabischen Musik, dass einige der bekanntesten Musikerinnen zwar männlich waren, aber als Effeminierte oder Muchannathūn bezeichnet wurden
Während des 7. Jahrhunderts kam es mit der Errichtung des islamischen Staates und des Umayyaden-Kalifats zu einem tiefgreifenden gesellschaftlichen Wandel, welcher Spannungen zwischen den frommen Anhängern des Islams und einer Elite, die nach Unterhaltung und Luxus strebte, hervorrief. Unter der Herrschaft von ʿUmar ibn al-Chattāb blühte auch die traditionelle arabische Dichtung auf und brachte eigenständige Liebesgedichte hervor. Infolgedessen kam es zu einer Transition von einer weiblich- zu einer männlich-dominierten Welt der Musik, wobei eben die Muchannathūn eine zentrale Rolle in diesem Übergang spielten.
War die Welt der Kunst erst überwiegend durch Frauen repräsentiert, konnten durch das weibliche Auftreten der Muchannathūn und deren Rolle in einem binären System nun auch Männer Einzug in die Musik halten. Da davon ausgegangen wurde, dass Muchannathun sich Frauen nicht sexuell hingezogen fühlten, kamen sie in die Position der Entertainerinnen auf Hochzeiten oder aber auch als Hochzeitsvermittlerinnen.
Die Muchannathūn spielten auch eine zentrale Rolle bei der Einführung neuer Musikinstrumente und Musikstile. Ihre Beiträge spiegelten die kulturellen und künstlerischen Bestrebungen der Epoche wider, wodurch die musikalische Landschaft erheblich an Vielfalt gewann. Ab dem 8. Jahrhundert wurden auch immer mehr Männer zu Hof als Musiker akzeptiert – wahrscheinlich weil die ersten bekannten Musiker aus den umliegenden Kulturen kamen. Durch die große Ausdehnung des islamischen Reiches gegen Ende des 8. Jahrhunderts in alle möglichen Richtungen und Kulturen (Nordafrika, Persien, Anatolien, und Teilen Europas) spielte die Bedeutung von einem prestigeträchtigen Hof eine immer größere Rolle, sodass bestimmte Bräuche zu Hofe aus benachbarten Staaten übernommen wurden. So traten die sogenannten Singmädchen als Unterhaltungskünsterlinnern im Umayyaden Reich auf und die Muchannathūn blühten als angesehene Musikerinnen in der Hedschas Region auf. Durch die Singmädchen und die größere Verbreitung von männlichen Musikern, stieg der Wunsch nach mehr Vielfalt in der Art der Unterhaltung, sodass Muchannathūn auch als Schauspielerinnen, Entertainerinnen und Clowns.
Trotz ihres ungewöhnlichen Auftretens als Musikerinnen und Tänzerinnen sowie ihrer flapsigen Gedichte und ihres Alkoholkonsums, wurden sie vom Adel und hochrangigen Beamten gefördert und unterstützt — nicht zuletzt aufgrund ihres hohen Unterhaltungswerts und ihres unkonventionellen Auftretens.
Wright vermutet, dass die Musik, insbesondere Unterhaltungsmusik, anfänglich nicht missbilligt wurde. Erst allmählich wurde sie jedoch mit Aktivitäten in Verbindung gebracht, die in der islamischen Orthodoxie zunehmend verboten waren, was zu wachsender Feindseligkeit gegenüber Unterhaltungsmusik führte. Sie wurde als Ausdruck von Werten angesehen, die mit moralisch fragwürdigem Verhalten in Verbindung standen, wie zum Beispiel dem effeminierten Verhalten der Muchannathūn, deren sexuelle Zweideutigkeit und Vorliebe für Wein. Diese negative Assoziation wurde durch die häufige Verwendung von Liebeslyrik in der Musik weiter verstärkt. So finden die Muchannathūn nach dem 10. Jahrhundert immer weniger Erwähnung, trotz ihrer Existenz, die nun jedoch eher im Kontext von Prostitution und Schauspiel eine Rolle spielte.

## Sexualität und Geschlechtsidentität
Laut Rowson gibt es in frühen islamischen Quellen keine Hinweise darauf, dass Muchannathūn notwendigerweise homosexuelle Neigungen hatten. Diese Annahme wurde erst durch spätere Gelehrte wie Ibn Habīb im 9. Jahrhundert und Abū l-Qāsim at-Tabarānī im 10. Jahrhundert geprägt, die eine Verschiebung in Richtung der Ansicht andeuteten, dass Muchannathūn homosexuell seien.
Al-Ayni und Ibn Hadschar betonten die Unterscheidung zwischen unfreiwilliger und freiwilliger Effeminiertheit, wobei letzteres als tadelnswert galt. Al-Ayni führt weiter aus, dass der Begriff Muchannathūn zur damaligen Zeit sowohl männliche als auch weibliche homosexuelle Aktivitäten umfasste und sich spezifisch auf den passiven Part in einer homosexuellen Beziehung bezog. Nielson weist darauf hin, dass diese Vorstellungen in einer binären Sichtweise der Sexualität verankert sind, wobei der Begriff queer als authentischere Bezeichnung vorgeschlagen wird, um dem unkonventionellen Geschlechtsverhalten der Muchannathūn gerecht zu werden.
Einige Muchannathūn waren verheiratet und hatten Kinder, während andere sowohl mit Männern als auch Frauen sexuelle Beziehungen pflegten, was zu einer gewissen sozialen Ambivalenz führte. Diese geschlechtliche Ambiguität zeigte sich auch darin, dass es Muchannathūn erlaubt war, sowohl die Räume der Frauen — die traditionell nur Ehemännern, Verwandten und nicht-maskulinen Männern wie Eunuchen zugänglich waren — als auch alle männlichen und gemischtgeschlechtlichen Bereiche des Hofes, Bordelle und Tavernen zu betreten. Nielson vermutet, dass aufgrund dieses Zugangs die Gesellschaft eine gleichgeschlechtliche sexuelle Präferenz bei ihnen annahm.
Zusammengefasst zeigt sich, dass die Muchannathūn in einer Art feminisierten Grenzraum existierten, der ihnen sowohl eine männliche Identität zuschrieb, ihnen aber auch eine neue Identität im Geschlechterspektrum eröffnete. Ihre Rolle in der Gesellschaft war geprägt von einer Mischung aus Akzeptanz, Ablehnung und strengen sozialen Normen, die versuchten, ihre Ambiguität zu regulieren und einzuordnen.

## Soziale Regeln und Position in Gesellschaft
Die Rolle und Wahrnehmung der Muchannathūn in der islamischen Gesellschaft war komplex und von verschiedenen Faktoren beeinflusst, darunter ihrer sexuelle Orientierung, Geschlechtsidentität und ihres sozialen Status. Obwohl sie rechtlich als männlich definiert waren, wurde von ihnen erwartet, dass sie sich während religiöser Rituale und Zeremonien den Pflichten von Frauen anpassten. Dies zeigt sich in verschiedenen religiösen Praktiken und Riten, die die Muchannathūn im Alltag betrafen.
Ein zentrales Beispiel ist das Gebet: Aufgrund der unklaren Geschlechtsidentität der Muchannathūn entstanden Unsicherheiten in Bezug auf die korrekte Ausübung des Gebets. Rechtsgelehrte wie an-Nawawī und as-Sarachsī aus dem 11. Jahrhundert erklärten, dass Muchannathūn zwar rechtlich als Männer galten, sich jedoch später als Frauen herausstellen könnten. Um diesen Unsicherheiten vorzubeugen, sollten sie die Regeln für Frauen, die das persönliche Erscheinungsbild betrafen, während des Gebets beachten. Ergänzend stellten die Gelehrten klar, dass das Gebet, wenn es nach den weiblichen Regeln durchgeführt wurde, nicht ungültig sei, auch wenn sich die Person später als männlich herausstellen sollte. Diese Regelung gewährleistete die Gültigkeit der Gebete der Muchannathūn im Rahmen der islamischen Rechtsprechung. Auch während der Haddsch, der Pilgerfahrt nach Mekka, galten geschlechtsspezifische Vorschriften. Männer trugen traditionell die Ihrām-Kleidung, bestehend aus zwei nahtlosen weißen Tüchern, und rasierten sich den Kopf. Frauen hingegen waren dazu angehalten, ihren Kopf zu bedecken und ihr Gesicht unverschleiert zu lassen. Um den religiösen Vorschriften zu entsprechen, wurde auch hier darauf verwiesen, sich als Muchannath an die Anweisungen für Frauen zu halten. Selbst bei Beerdigungen wurden die zu Lebzeiten auferlegten geschlechtsspezifischen Vorschriften fortgeführt. Für Muchannathūn galten die Bestattungsvorschriften für Frauen, was zeigt, dass ihre Zugehörigkeit zu einer weiblichen Rolle auch im Tod respektiert wurde.
Das äußere Erscheinungsbild und die gesellschaftliche Platzierung der Muchannathūn waren ebenfalls Gegenstand juristischer und sozialer Regelungen. Nach as-Sarachsī war es Muchannathūn aufgrund ihrer unklaren Geschlechtsidentität untersagt, ihre Scham sowohl Männern als auch Frauen zu entblößen. Diese Vorschrift basierte auf der Sorge, dass sie beide Geschlechter verführen könnten. As-Sarachsī legte für den Fall des Fehlens von Kleidung eine typische patriarchalische Reihenfolge zur Verhüllung fest, die zuerst von der Bedeckung der weiblichen, dann der Scham der Muchannathūn und zuletzt der Scham der Männer ausging.
Um zu vermeiden, dass sie ihre männlichen Merkmale verbergen können und dadurch weiblich erschienen, war es Muchannathūn verboten, sich den Bart zu rasieren. Auch wenn sie in der Realität meist bartlos waren  – natürlich oder künstlich. Sie existieren auch hier in einem Grenzraum, der ihnen weiterhin eine männliche Identität zuschrieb, ihnen jedoch als bartlose Männer eine neue Identität im Geschlechterspektrum eröffnete.
Weitere Regelungen betrafen Kleidung und Schmuck: Muchannathūn durften Seide tragen und gelbe Kleidung, die für heterosexuelle Männer verboten war. Hadas Hirsch vermutet, dass diese farbliche Zuordnung als wichtig angesehen wurde, da die Existenz der Muchannathūn als Bedrohung für die „korrekte“ Männlichkeit gesehen wurde. Ihre Nägel wurden oft mit Henna gefärbt, um teilweise das Aussehen von Frauen nachzuahmen, was als weiteres Unterscheidungsmerkmal innerhalb der Gesellschaft diente.
Hirsch hebt abschließend zwei wesentliche Erkenntnisse hervor: Erstens wurde das Erscheinungsbild der Muchannathūn genutzt, um eine eigene Identität zu schaffen und eine klare Unterscheidung zu treffen. Dies spiegelt eine komplexere Körperkultur wider, als es die binäre Geschlechtsdefinition zulässt. Zweitens eröffnet die Existenz der Muchannathūn in einer geschlechtlichen Grenzzone die Möglichkeit, bestehende Geschlechternormen zu hinterfragen und zu überschreiten. Trotz der strengen Regeln, die für ihr Erscheinungsbild galten, um ihre Zugehörigkeit zu einer weiblichen Norm sicherzustellen, wurden sie in der Gesellschaft akzeptiert – auch wenn sie nicht ideal in das bestehende binäre Geschlechtersystem passten. Juristische Personen erlaubten Geschlechtsfluidität, um Unsicherheiten zu beseitigen und das gesellschaftliche Gleichgewicht zu wahren.

## Tuways
Ein bekanntes Beispiel für eine Muchannath ist Tuways. Eine der wichtigsten Quellen, die umfassendes Material über Tuways und andere Musikschaffenden der damaligen Zeit bietet, ist das Kitāb al-Aghānī von Abū l-Faradsch al-Isfahānī. Dieses Werk liefert detaillierte Biografien und beschreibt die musikalischen Kreise in Medina und Mekka während der frühen Umayyadenzeit.
Tuways, deren vollständiger arabischer Name ʿAbd al-Munaʿim ʿĪsā ibn ʿAbdallāh al-Ḍhaib lautete, wurde im Jahr 632 geboren und verstarb 710. Sie diente unter mehreren Kalifen und lebte während des Endes der Raschidun. Wie es bei den Mukhannathun üblich war, trug sie einen Spitznamen: „Tuways“, was „kleiner Pfau“ bedeutet. Sie war eine Mawālī der Banū Machzūm, stammte aus Medina und war eine Sängersklavin. Der Status einer Mawālī war unter den Muchannathūn weit verbreitet, was auf ihre besondere soziale Stellung hinweist und möglicherweise darauf hin deutet, dass Tuways eine ehemalige Sklavin oder Kind von Sklaven oder aber ausländischer Herkunft war. Tuways wuchs im Hause von Arwa auf, der Mutter des Kalifen ʿUthmān, und wurde von der damaligen einflussreichen Sängerin Jamīla ausgebildet.  Spätere Quellen weisen darauf hin, dass Tuways eventuell persischer Herkunft war oder aber durch den Einfluss der Musik persischer Sklavinnen Persisch lernte und sprach. Ihre musikalischen Ambitionen wurden durch diese persischen Sklavinnen, die als Musikerinnen tätig waren, beeinflusst und führte dazu, dass sie eine prominente Rolle in der musikalischen Entwicklung der Region einnahm. Sie galt als Pionierin mehrerer musikalischer Neuerungen in der islamischen Musikgeschichte, insbesondere durch die Integration persischer und arabischer Liedmelodien, welche als Neuer Stil bezeichnet wurde. Tuways wird als die erste Muchannath bezeichnet, die sich der Kunstmusik widmete und die leichteren Rhythmen des „Hazaj“ und „Ramal“ einführte. Hier wurde ihr nachgesagt, erste und beste Interpretin dieser Rhythmen zu sein. Ihr Hauptinstrument war die Daf. Ihre Stimme wurde als schön, fein und klar beschrieben und ihre musikalischen Beiträge wurden von mittelalterlichen Schriftstellern für ihre Bedeutung gelobt. Tuways wird auch als Lehrerin und Vorbild für die nächste Generation männlicher Musiker angesehen.
Ein arabisches Sprichwort „Ashʿam min Tuways“ –  „unglücklicher als Tuways“, zeugt von ihrem Ruf als Unglücksrabe. Diese Bezeichnung leitet sich aus einer Reihe unglücklicher Ereignisse ab, die mit den wichtigsten Lebensereignissen von Tuways zusammenfielen: Am Tag ihrer Geburt starb der Prophet Muhammad, bei ihrer Entwöhnung Abu Bakr, an ihrem Beschneidungstag wurde Umar ermordet, an ihrem Hochzeitstag Uthman und bei der Geburt ihres Kindes starb Ali.
Neben ihrer Musik galt sie als erste, die ihre Genderperformance als Muchannath offen zur Schau stellte und war auch für ihre charismatische Persönlichkeit und ihren scharfsinnigen Humor bekannt. Dies waren Eigenschaften, die sie in den Kreisen junger Männer der Quraisch beliebt machte. Obwohl einige Aristokraten ihren Gesang missbilligten, wurde sie von diesen jungen Männern oft zu Versammlungen in den Gärten außerhalb von Medina eingeladen. Diese gegensätzlichen Ansichten über Tuways und ihre Kunst sieht Rowson als Hinweis auf einen Generationenkonflikt in der frühen islamischen Gesellschaft.
Trotz ihrer femininen Darstellung wurde ihr nachgesagt, verheiratet zu sein und Kinder zu haben, was ihr ein traditionelles Zeichen der Männlichkeit verlieh. Dennoch war sie sexuell offen gegenüber Jungen und Männern und schrieb offen in ihren Liedern über ihre Affären. Die Darstellung von Tuways als Muchannath wirft Fragen zur Interpretation ihres Verhaltens und ihres sozialen Status auf. Während einige Berichte darauf hinweisen, dass sie ihre Weiblichkeit offen zur Schau stellte und in weiblicher Kleidung auftrat, bleibt unklar, ob ihr feminines Auftreten übertrieben dargestellt wurde, um das Bild einer weiblichen Musikerin zu bestätigen, also der gängigen Vorstellung zu entsprechen, dass Musikmachende weiblich sind. So ist zu unterscheiden, ob sie als Muchannath bezeichnet wurde aufgrund ihres Auftretens oder ihres Berufes. Eines ist jedoch klar: Was die Auftritte feminin machte, hatte weniger mit dem Klang und der Stimme zu tun als dem Inhalt ihrer Performance. So waren weibliche Sängerinnen mit speziellen Genres und Instrumenten in Verbindung gebracht.
Insgesamt verdeutlichen die Berichte über Tuways die komplexe soziale und kulturelle Dynamik der frühen islamischen Gesellschaft und die herausragende Rolle, die die Muchannathūn, insbesondere in der Musik, spielten.